# Mosze Szachal
Mosze Szachal (hebr.: משה שחל, ur. 20 maja 1934 w Bagdadzie) – izraelski polityk, członek Knesetu i minister w kilku rządach.
Urodzony w Bagdadzie, z Iraku do Izraela wyemigrował w 1950. Studiował ekonomię i nauki polityczne na Uniwersytecie Hajfy i Uniwersytecie Telawiwskim.
Polityk Partii Pracy. W latach 1964–1971 był członkiem rady miejskiej Hajfy.
Po raz pierwszy objął mandat poselski po śmierci Mordechaja Ofera 1 września 1971. Był członkiem Knesetu do 1999 roku.
W latach 1984–1990 minister ds. energii i zasobów wodnych, w latach 1992–1993 minister komunikacji, zaś od 1992 do 1996 minister bezpieczeństwa wewnętrznego.